# Flabellinidae
Flabellinidae je porodica prelijepo obojenih morskih puževa golaća. Pripada razredu puževa (Gastropoda). Natporodica ove porodice jest Flabellinoidea.

## Rodovi
- Babakina Roller, 1973
- Calmella Eliot, 1910
- Chlamylla Bergh, 1886
- Cumanotus Odhner, 1907
- Flabellina Gray, 1833
- Flabellinopsis MacFarland, 1966
- Paracoryphella Miller, 1971
- Tularia Burn, 1966